# Rudraige mac Dela
 (signalé en juin 2025).
Si vous disposez d'ouvrages ou d'articles de référence ou si vous connaissez des sites web de qualité traitant du thème abordé ici, merci de compléter l'article en donnant les références utiles à sa vérifiabilité et en les liant à la section « Notes et références ».
- Archive Wikiwix
- Bing
- Cairn
- DuckDuckGo
- E. Universalis
- Gallica
- Google
- G. Books
- G. News
- G. Scholar
- Persée
- Qwant
- (zh) Baidu
- (ru) Yandex
- (wd) trouver des œuvres sur Wikidata

Rudraige mac Dela (gaélique moderne : Ruadhraighe), fils Dela, roi des Fir Bolg, il succède à son frère Sláine.

## Mythologie
Lorsque les Fir Bolg envahissent l'Irlande les cinq fils de Dela divisent l'île entre eux. Rudraige aborde à Tracht Rudraige dans la baie de (Dundrum comté de Down) il s'attribue l'Ulster. Lui et son frère Genann conduise la fraction des Fir Bolg connue ensuite sous le nom de Fir Domnann, un peuple historique qui est peut-être apparenté avec les Dumnonii connus dans île de Bretagne et en Gaule.
Rudraige épouse Liber. Après la mort de Sláine, Rudraige devient Ard ri Erenn pendant deux ans jusqu'à ce qu'il meure à Brú na Bóinne (Newgrange). Il a comme successeur ses frères Gann et Genann.
« Rudraige » est également le nom d'autres personnages de la mythologie irlandaise : l'un est un fils de Partholon, qui conduit la première occupation de l'Irlande après le Déluge, l'autre un Ard ri Erenn Milesien légendaire qui aurait vécu au IIe ou IIIe siècle av. J.-C. Tous trois sont associés avec la province d'Ulster, et il semble qu'ils soient en fait l'émanation d'un dieu ancestral de l'Ulaid.

## Sources primaires
- Lebor Gabála Érenn
- Annales des quatre maîtres
- Geoffrey Keating Foras Feasa ar Érinn

## Source
- (en) Cet article est partiellement ou en totalité issu de l’article de Wikipédia en anglais intitulé « Rudraige mac Dela » (voir la liste des auteurs), édition du 10 avril 2012.